# حسين كوه (مقاطعة فومن)
حسين كوه (بالفارسية: حسین کوه) هي قرية تقع في غيلان في إيران. يقدر عدد سكانها بـ 492 نسمة بحسب إحصاء 2016.